# Mesabolivar embapua
Mesabolivar embapua là một loài nhện trong họ Pholcidae. Loài này được phát hiện ở Brasil.